# Крепость (фильм, 2008)
«Крепость» — азербайджанский фильм 2008 года режиссёра Шамиля Наджафзаде, по его же сценарию.

## Сюжет
Начало 1990-х годов. В отдаленной горную деревню Гаргалар (Воронье гнездо) приезжает киногруппа в поисках места для съёмок банального исторического пафосного фильма о войне и любви под названием «Гейрят дастаны» («Сказание о чести»). Над деревней высятся остатки древней крепости.
Местный сельский учитель рассказывает, что крепость когда-то была неприступной и ни разу не была покорена врагом, а село под горой получила свой название поскольку, после боев у крепости оставалось очень много убитых, и на них слетались вороны, селились под крепостью целыми колониями. Но с течением времени крепость разрушалась, как защита давно не использовалась, и местные жители не воспринимали её даже как памятник и растасщили вековые стены по камешку — на курятник, хлев, и крепость, некогда гордая и неприступная, начала разрушаться.
Режиссеру будущего фильма нравится место, и он решает, что именно здесь они и будут снимать. Вокруг крепости строятся декорации, чтобы воссоздать былое её величие. К съемкам привлекаются местные жители, которые с удовольствием играют в массовках. Съёмки идут своим чередом, главный герой произносит пафосные речи, сидя на коне, обращаясь к своему народу. Местные жители, снимавшиеся в фильме, чья настоящая их жизнь, их радости и переживания, любовь и ревность переплетаются с играемыми ролями, вдруг осознают, что разрушаемая их руками крепость действительно была когда-то ареной великих событий и их хранительницей.
В разгар съёмок приходит страшное известие: начинается война. Не киношная, а настоящая — Первая карабахская война. Сначала с горы видна вереница беженцев, затем в деревню домой возвращают тело погибшего в бою сына одного из главных героев. Наконец начинается эвакуация — по указанию властей сельчане срочно покидают село, едва успев собрать пожитки, а съёмочная группа быстро сворачивает декорации киношной крепости. Но настоящая крепость остаётся как и много веков назад. И в ней остаётся сельский учитель и с ним несколько местных жителей,

## В ролях
- Расим Балаев — Султан
- Видади Гасанов — Абил
- Юлия Пересильд — Галина
- Сона Микаилова — Асил
- Маммедага Алили — Ханбала
- Мабут Магеррамов — Рафик
- Эльман Рафиев — Сеид
- Юрий Балиев — Николай
- Фирангиз Муталлимова — Назпари
- Горхмаз Алили — директор фильма
- Алёна Зиновьева — Марина
- Парвиз Мамедрзаев — Осман
- Гурбан Исмайлов — офицер

## Съёмки
Съёмки велись около сорока дней летом 2007 года, и один эпизод — начала фильма, когда в кадре должен был быть снег, доснимали в декабре.
Место съёмок — крепость Кероглу в горах у города Кедабек, рядом с ней возвели большую комплексную декорацию. В действительности деревня Гаргалар под башней, где проводили съемки, называется Планкед Гядабейского района, и возраст её очень молодой — построено была в советские годы, и название означало, что строилась она по плану.
Фильм был снят по государственному заказу Министерства культуры Азербайджана на киностудии «Азербайджанфильм», продюсер фильма директор киностудии Хамис Мурадов, но совместно с Россией, сопродюсеры — Рауф Аталибеков и Тимур Вайнштейн, на студии в Москве велось сведение звука, фильм стал первым азербайджанским фильмом со звуком Dolby Stereo.
Премьера фильма прошла 2 августа 2008 года в кинотеатре «Азербайджан» в Баку.

## Критика
Фильм выдвигался от Азербайджана на кинопремию «Оскар» 2008 года в категории «Лучший фильм на иностранном языке», не был принят в качестве номинанта
Однако, откровенно слабый фильм и современной фильму азербайджанской критикой оценивался невысоко, так портал Day.Az писал:

фильм изобиловал многочисленными техническими погрешностями, не говоря уже о чрезмерной затянутости сюжетов и массе диалогов абсолютно не к месту. В ролях задействованы высокопрофессиональные актеры, что немного спасло фильм от полной безынтересности. Расим Балаев, Фирангиз Муталлимова, Юрий Балиев, Мабут Магерамов создали ряд интересных образов, благодаря которым зритель хоть как-то «переварил» не совсем удачную режиссерскую работу.
Рассматривая фильмы Азербайджана с периода независимости, Рахман Бадалов в журнале «Искусство кино» определил фильм как очередной азербайджанский фильм 2000-х годов в поисках национальной идентичности, снятый на болезненную тему карабахского конфликта.